# امبولودیا سود
امبولودیا سود (به لاتین: Ambolodia Sud) یک سکونتگاه مسکونی در ماداگاسکار است که در ملاکی (ماداگاسکار) واقع شده‌است.

## خصوصیات
امبولودیا سود ۲٬۰۰۰ نفر جمعیت دارد و ۳۴۸ متر بالاتر از سطح دریا واقع شده‌است.